# Sibovia prodigiosa
Sibovia prodigiosa är en insektsart som först beskrevs av Melichar 1926.  Sibovia prodigiosa ingår i släktet Sibovia och familjen dvärgstritar. Inga underarter finns listade i Catalogue of Life.